# Yi Bingheogak
Yi Bingheogak o Pinghŏgak Yi Ssi, en coreà 빙허각 이씨 (1759-1824) era una escriptora coreana.
Junta amb la poetessa Seo Yeongsuhap (1753–1823) i la filòsofa confuciana Im Yunjidanga va ser una de les poques dones escriptores que van publicar sota el seu nom. Tot i que va haver-hi moltes escriptores a l'època de la Dinastia Joseon, la majoria va quedar anònimes. És coneguda pel seu llibre Enciclopèdia de la vida de les dones, un vademècum per l'organització de la vida quotidiana escrit el 1809, del qual es conserva el manuscrit a la biblioteca nacional de Corea.
En la seva obra insisteix que les dones s'han de fer respectar per les seves realitzacions econòmiques i literàries.